# 保羅·烏切洛

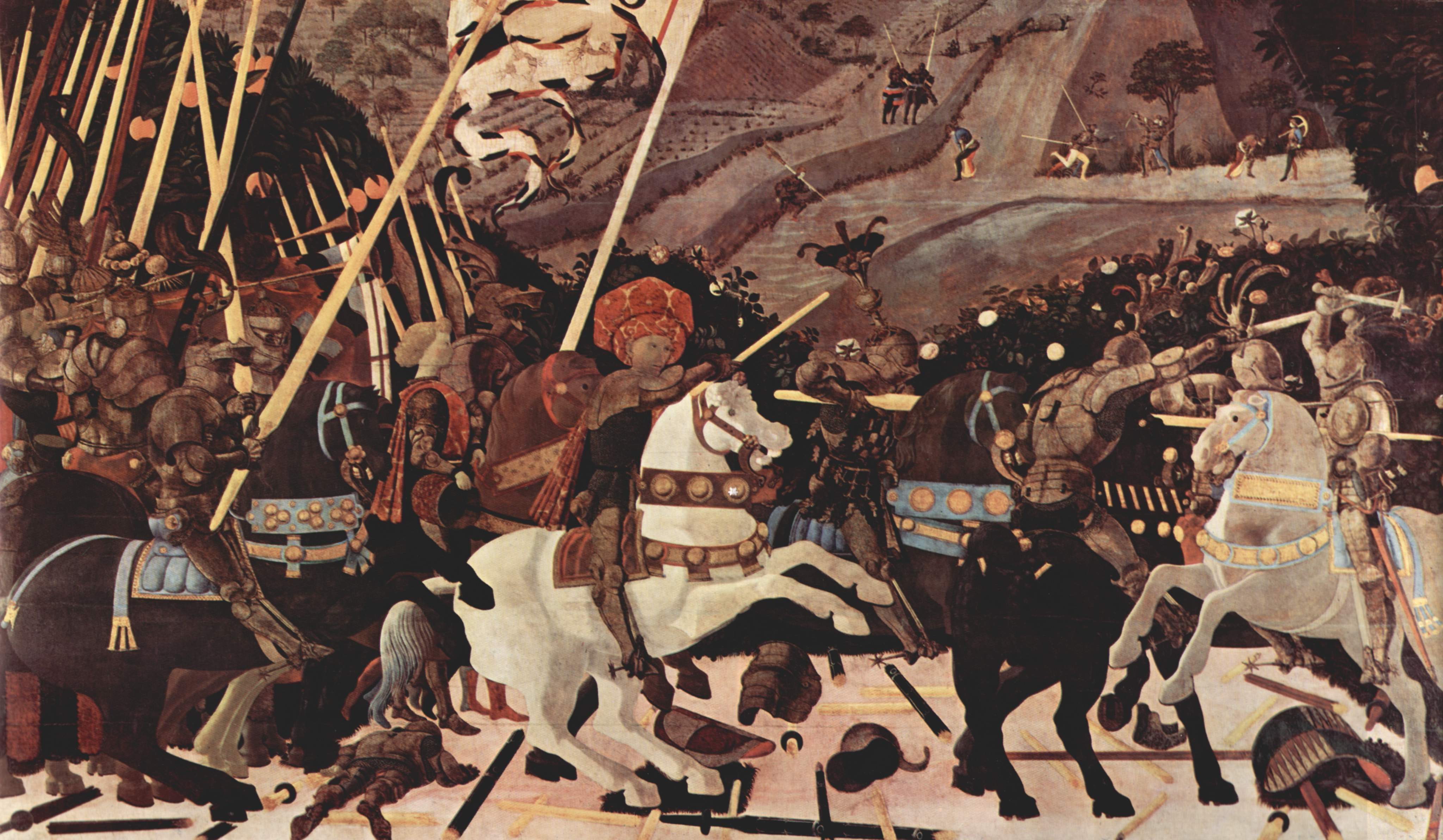
圣罗马诺之役局部

保罗·乌切洛（ 義大利語發音：[ˈpaːolo utˈtʃɛllo]，1397年—1475年12月10日），原名保罗·迪·多诺（Paolo di Dono），意大利画家。由於烏切洛生活于中世紀末期和文藝復興初期，因此他的作品相應地也呈現出跨時代的特征：他將晚期哥特式和透視法這兩種不同的藝術潮流融合在了一起。他最著名作品是描繪聖羅馬諾之戰的三聯畫。
瓦薩里在《藝苑名人傳》中記載，烏切洛癡迷于透視法，常常爲了找到精確的消失點而徹夜不眠。他最著名作品是描繪聖羅馬諾之戰的三聯畫。

## 生平
記載烏切洛生平的文獻非常少，僅有一些他同時代的官方文件和在他死後75年瓦薩里寫的《藝苑名人傳》。由於文獻的缺少，我們甚至不能確切的知道他的出生日期。一般認為他1397年在普拉托韦基奥出生。他在稅務申報表上也表明他是1397年出生的，但1446年后他又說他是1396年出生。他爸爸多纳·迪·保罗是當地的理发师兼外科医生，他媽媽安东尼娅是弗洛倫撒的大戶人家。他被稱為“烏切洛”，是因為他喜歡畫鳥，“乌切洛”在意大利语就是鸟的意思。